# Erandio
Erandio és un municipi del Gran Bilbao, a la província de Biscaia, País Basc. Limita al nord amb Urduliz, Laukiz i Berango, al sud amb Bilbao, a l'est amb Loiu i Sondika i a l'oest amb Leioa, Getxo i la ria de Bilbao.
Està situat a la dreta de la ria de Bilbao, a 8 km de Bilbao. La seva extensió és de 17,56 km² i la seva població és, a 15 de gener de 2003, de 23.058 persones, 11.386 homes i 11.672 dones, amb una densitat de 1.313 h/km².

## Nuclis de població

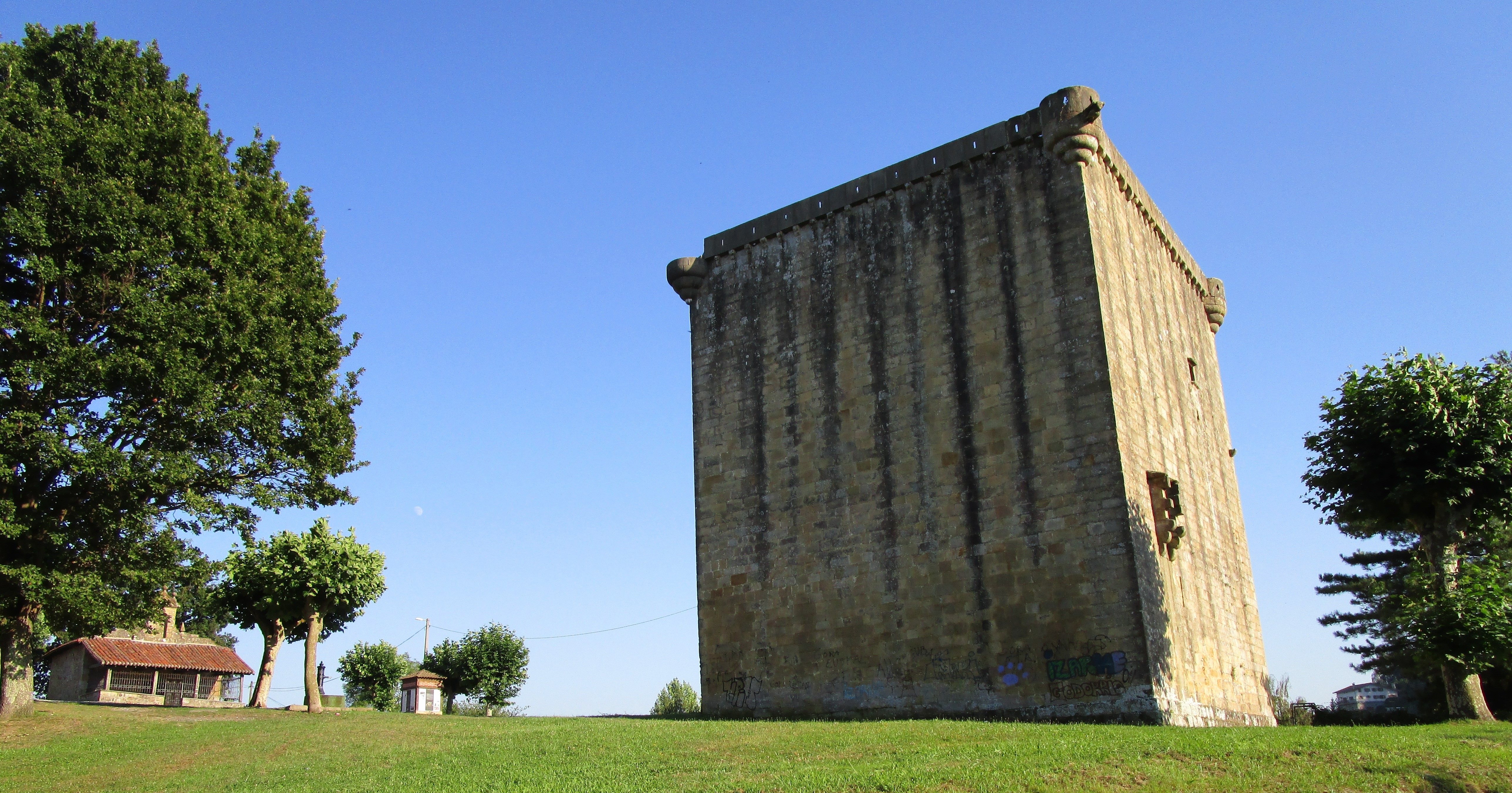
Ermita i Torre de Martiartu.

- Altzaga (9.969 hab.)
- Astrabudua (10.237 hab.)
- Erandio-Goikoa (1.008 hab.)
- Goierri (476 hab.)
- Lutxana-Enekuri (378 hab.)
- Asua-Lauroeta (392 hab.)

### Gasolino
El darrer Barakaldo bot que travessava el riu Nervión de Barakaldo a Erandio va tancar el febrer de 2024 tot i les iniciatives institucionals per salvar aquest mitjà tradicional de transport deficitari, i amenaçat definitivament per la construcció d'una pasarel·la de vianants que es preveu que uneixi la dàrsena de Portu amb Erandio en 2026.

## Personatges il·lustres
- Ramón Rubial Cavia (1906-1999), dirigent del PSOE i president del Consell General Basc (1978-79).
- Telmo Zarraonaindía (1921-2006), futbolista.
- Álex Angulo (1953-2014), actor.
- Sendoa Agirre Basterretxea (1975), futbolista.